# Traité sur le Groenland
- Groenland
- Union européenne

 Voir le traité sur Wikisource
Le traité sur le Groenland est un traité modifiant les traités instituant les communautés européennes en ce qui concerne le Groenland. Signé le 13 mars 1984, à Bruxelles (et entré en vigueur le 1er février 1985), il adapte l'application des traités européens sur le territoire du Groenland. Le Groenland est inscrit sur la liste de territoires d'outre-mer associés à l'Union européenne. Un protocole additionnel annexé au traité définit un certain nombre de dérogations concernant la pêche. La communauté économique européenne s'engage à importer les produits de la pêche sans droits de taxe ; sous la condition que l'accès des pêcheurs européens aux eaux groenlandaises soit jugé satisfaisant.

## Historique
Après avoir obtenu leur autonomie du Danemark en 1979, les Groenlandais avaient opté pour la sortie de la CEE par un référendum à valeur consultative le 23 février 1982. Il s'agissait entre autres, de conserver le contrôle total de leurs ressources halieutiques. Le Danemark a alors soumis un projet tendant à la révision des traités instituant les communautés européennes en vue de mettre fin à l'application de ces traités au Groenland.

## Contenu du traité
La convention se compose de sept articles :
- L'article 1 retire le Groenland des accords sur le charbon et l'acier (CECA).
- L'article 3 définit le Groenland comme territoire d'outre-mer associé à l'Union européenne.
- L'article 5 retire le Groenland des accords sur l'énergie atomique (EURATOM).
- Un protocole additionnel est annexé au traité. Il définit des conditions particulières pour les importations de produits de la pêche groenlandaise en Europe. Elles sont conditionnées à la nature d'un futur accord sur les droits d'accès des pêcheurs européens aux eaux groenlandaises.

## Sources